# Arquidiócesis greco-ortodoxa de Tarso y Adana

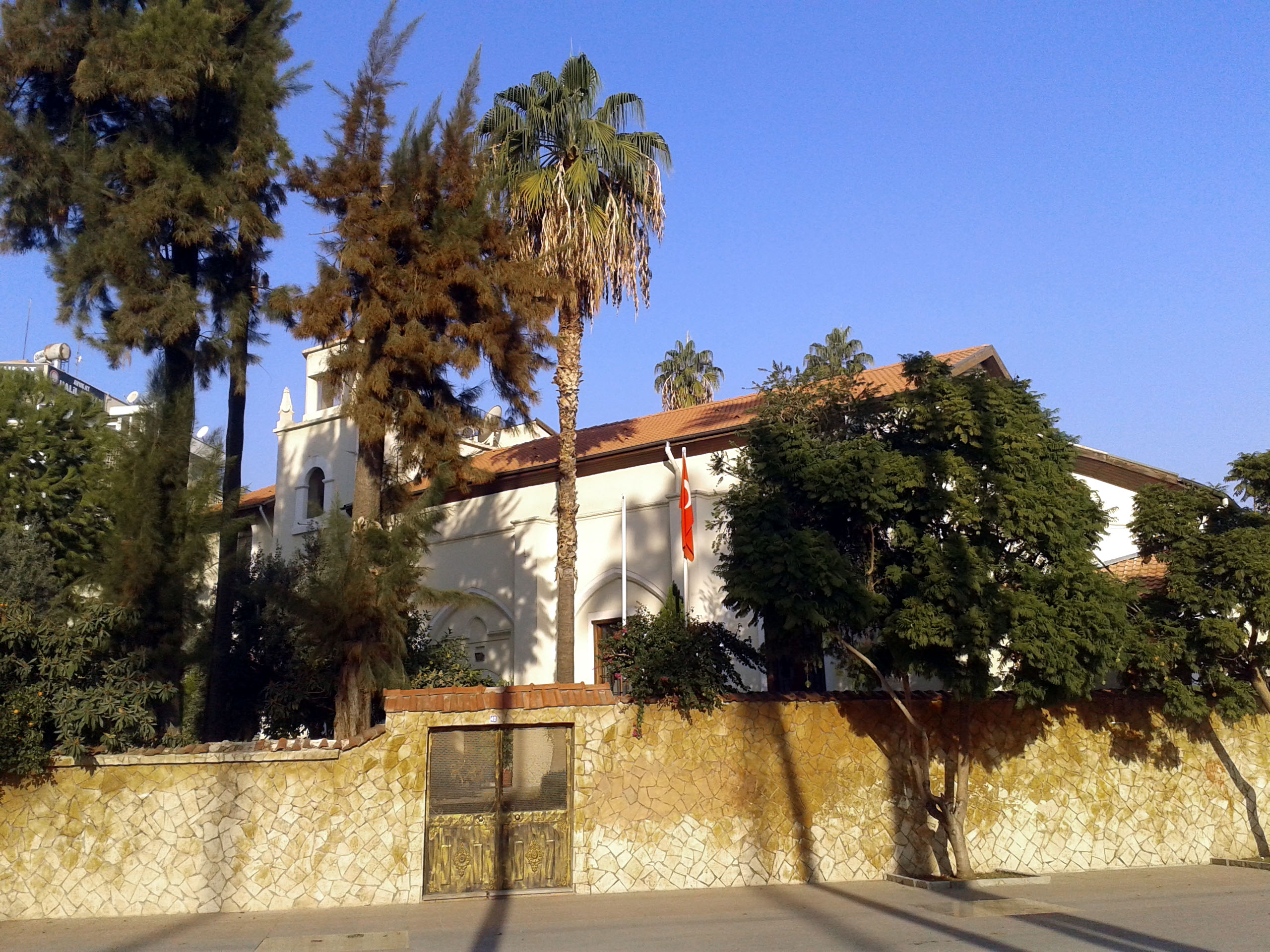
Iglesia de los Arcángeles Gabriel y Miguel, en Mersin, construida en 1870.

La arquidiócesis greco-ortodoxa de Tarso y Adana es una diócesis vacante de la Iglesia ortodoxa perteneciente a la Iglesia ortodoxa de Antioquía, cuya sede estaba en Mersin en Turquía. Desde el exilio obligado de sus fieles al final de la Segunda Guerra Mundial la arquidiócesis ha permanecido de hecho suprimida, pero formalmente aún sigue existiendo.

## Territorio
La arquidiócesis comprende en Turquía territorios de las provincias de Mersin y Adana. Limita al norte con los metropolitanatos de Iconio, Neocesarea y Cesarea (los tres de la Iglesia ortodoxa de Constantinopla); al este con la arquidiócesis greco-ortodoxa de Alepo y Alejandreta (o Veria); al sur con el mar Mediterráneo; y al oeste con los metropolitanatos de Pisidia e Iconio (ambos de la Iglesia ortodoxa de Constantinopla).
Aunque existe una comunidad ortodoxa en Mersin, se agrupa operativamente con las comunidades existentes en la provincia de Hatay, pertenecientes a la arquidiócesis greco-ortodoxa de Alepo y Alejandreta.
- Mersin Ortodoks Kilisesi, en la ciudad de Mersin. Se centra en la iglesia de los Arcángeles Gabriel y Miguel (Başmelekler Mihail ve Cebrail Ortodoks Kilisesi).[2]

## Historia
Tarso era una sede metropolitana y capital de la provincia romana de Cilicia hasta su división circa 297, tras lo cual permaneció como la capital de la provincia de Cilicia Primera en la diócesis civil de Oriente y en el patriarcado de Antioquía.
La propagación del cristianismo en Tarso se debe sin duda al apóstol Pablo de Tarso, quien después de su conversión alrededor del año 30, pasó un tiempo en la ciudad donde nació. El martirologio romano recuerda a varios santos y mártires de Tarso: entre ellos santa Pelagia, los santos Quirico, Julita, Bonifacio, Marino y Diomedes, el obispo Atanasio, Castor y Doroteo.
Según la tradición, la erección de la diócesis de Tarso se remonta a los primeros años de la difusión de la religión cristiana, con los obispos Jasón y Herodion, discípulos de san Pablo, mencionados en la Epístola a los romanos (16.11-21). Sin embargo, cierta información proviene de algunos escritos que datan de la segunda mitad del siglo III, en los que el obispo de Cilicia, Eleno, se indica como administrador de algunas diócesis sufragáneas, lo que confirma que la sede de Tarso (capital de Cilicia) tenía que ser un obispado metropolitano. Sin embargo, la ciudad permaneció en gran parte pagana hasta la época de Juliano el Apóstata (361–363), quien, según los informes, planeaba convertirla en su capital y luego fue enterrado junto a las murallas de la ciudad. 
El nombre de otro obispo de Tarso, Teodoro, aparece en los procedimientos del Concilio de Nicea I de 325. Este concilio aprobó la ya existente organización eclesiástica según la cual el obispo de la capital de una provincia romana (el obispo metropolitano) tenía cierta autoridad sobre los otros obispos de la provincia (sufragáneos), utilizando por primera vez en sus cánones 4 y 6 el nombre metropolitano. Quedó así reconocido el metropolitanato de Tarso en la provincia romana de Cilicia. El canon 6 reconoció las antiguas costumbres de jurisdicción de los obispos de Alejandría, Roma y Antioquía sobre sus provincias, quedando el metropolitanato de Tarso dentro de la jurisdicción de esta última.
Una personalidad importante para la diócesis de Tarso fue el obispo Diodoro, quien puso fin a una disputa entre su predecesor Silvano y los arrianos después de que el emperador Aurelio Valerio Valente lo exiliara.
El primer obispo conocido de Adana es Paulino, uno de los signatarios del Concilio de Nicea I en 325. El obispo Pisón se adhirió inicialmente al arrianismo y, como tal, participó en el Concilio de Sárdica circa 344, para luego separarse de los otros obispos arrianos y participar en el sínodo alternativo en Filipópolis. Posteriormente regresó a la ortodoxia y firmó la profesión de fe de Nicea en el sínodo de Antioquía de 363. Ciriaco participó en el Concilio de Constantinopla I en 381. El obispo Anatolio es mencionado en una epístola de san Juan Crisóstomo. Cirilo asistió al Concilio de Éfeso en 431 y a un sínodo celebrado en Tarso en 434. Felipe intervino en el Concilio de Calcedonia en 451 y en 458 firmó la carta de los obispos de Cilicia al emperador León después de la muerte de Proterio de Alejandría. Un obispo anónimo está documentado alrededor de 538. 
Según la única Notitia Episcopatuum del patriarcado de Antioquía que se conoce, la Notitia Antiochena que data de la segunda mitad del siglo VI y fue elaborada por el patriarca Anastasio de Antioquía (quien gobernó el patriarcado dos veces entre 559 y 570 y entre 593 y 598), Tarso tenía seis diócesis sufragáneas: Adana, Sebaste de Cilicia (hoy Ayaş), Pompeyópolis (o Solos, hoy sus ruinas están en Mezitli), Malo (hoy sus ruinas están cerca de Karataş), Augusta (hoy Toprakkale) y Córico (hoy sus ruinas están cerca de Kızkalesi). Por razones inexplicables, la diócesis de Cefirio (hoy Mersin), documentada desde el siglo IV hasta el siglo VII, está ausente de la Notitia. Tras la redacción de la Notitia las diócesis de Adana y Pompeyópolis fueron elevadas al rango de sedes arzobispales autocéfalas después de 680, año en que su obispo Juan apareció como simple obispo en el Concilio de Constantinopla III, pero antes de su inclusión en la Notitiae Episcopatuum del siglo X como arquidiócesis. 
Originalmente pertenecían a la provincia eclesiástica de Tarso también la sede de Anazarba y sus 8 sufragáneas, que se convirtió en una provincia eclesiástica distinta (Cilicia Segunda) en el Concilio de Constantinopla II (581).
Una cueva en Tarso es uno de los muchos lugares que se dice que es la ubicación de la leyenda de los Siete durmientes de Éfeso, común al cristianismo y al islam.
Hacia el final del siglo VII se interrumpe la cronología de obispos bizantinos de Tarso y de Adana a causa de la dominación árabe musulmana, que durará hasta el siglo X. Tras la llegada de los árabes, muchos cristianos se refugiaron en Occidente. Entre estos debemos mencionar al monje Teodoro, quien fue elegido arzobispo de Canterbury en 668. No está claro cuándo Tarso fue capturada por primera vez por los árabes, pero está claro que, la región más amplia de Cilicia permaneció en disputa entre los bizantinos y el nuevo Califato durante varias décadas, hasta principios del siglo VIII. Según las fuentes musulmanas, durante su retirada, el emperador bizantino Heraclio (610-641) retiró deliberadamente a la población y devastó la región entre Antioquía y Tarso, creando una tierra vacía de nadie entre los dos imperios. No fue sino hasta principios del período abasí que Tarso, que yacía en ruinas, una vez más se volvió a ocupar y reorganizar. En 964 los bizantinos recuperaron Adana y Tarso en 965. Los términos de la rendición de la ciudad de Tarso permitieron a cualquier musulmán que quisiera irse con tantas de sus posesiones como pudiera llevar. La mayoría de los que se quedaron se convirtieron en cristianos, y la mezquita principal local fue derribada o convertida en un establo. Durante el siglo siguiente las ciudades de Cilicia fueron repobladas con cristianos: colonos bizantinos griegos, provenientes de los Balcanes y de Asia Menor, o los inmigrantes armenios, por lo que Cilicia se convirtió en una región casi exclusivamente cristiana. La ciudad de Tarso permaneció bajo el dominio bizantino hasta 1085, mientras que Adana fue perdida a manos de la dinastía selyúcida en 1071.
Sin embargo, la dominación árabe no terminó con la comunidad cristiana. De hecho, la ciudad era la sede de una comunidad de la Iglesia ortodoxa siria, atestiguada desde el siglo VII al XIII en la Crónica de Miguel el Sirio. El primer metropolitano sirio conocido es Yohannan bar ʿEbrayta consagrado por el patriarca Severo II bar Mashqe en 668, al que le siguieron otros dieciséis metropolitanos conocidos, el último de los cuales fue consagrado por el patriarca Yohannan Miguel el Sirio (1166-1199).
Para el otoño de 1097 las fuerzas de la Primera Cruzada liberaron a Cilicia de los selyúcidas. Tarso y Adana fueron disputadas por bizantinos, cruzados y armenios, cambiando de manos reiteradas veces en las siguientes décadas. Durante el período de las Cruzadas, a partir del siglo XI, se erigió una sede episcopal del rito latino, con la construcción de la iglesia de San Pablo, que probablemente era la catedral. El Ulu Camii, o Gran Mezquita, fue construida más tarde sobre los restos de esta iglesia. En 1054 se produjo el Cisma de Oriente y los metropolitanos de Tarso y de Adana quedaron dentro de la Iglesia ortodoxa, aunque la ruptura definitiva entre las Iglesias de Roma y de Antioquía ocurrió definitivamente en 1098. En 1132 tanto Adana como Tarso pasaron al Reino armenio de Cilicia, que estableció en Tarso su propia diócesis armenia. A principios del siglo XII la arquidiócesis de Seleucia fue unida con Adana. En 1212 las fuerzas del rey armenio expulsaron los capitulares latinos de la catedral de San Pablo de Tarso y otras iglesias, transfiriéndolas, junto con otras propiedades católicas al patriarca ortodoxo de Antioquía. La diócesis del rito latino de Tarso fue desmantelada definitivamente después del saqueo de los árabes en el siglo XIII y la captura por los mamelucos en 1359. 
Finalmente, Tarso fue puesta bajo el control del Imperio otomano por Selim I en 1516 y Adana en 1517. Bajo los otomanos Cilicia sostuvo varios pequeños enclaves ortodoxos predominantemente griego. Sus centros principales todavía estaban en Adana, Tarso y Seleucia. Prácticamente todas las diócesis ortodoxas de Cilicia desaparecieron con la conquista mameluca (tales como Anazarba, Seleucia, Mopsuestia y Pompeiópolis), por lo que en tiempos otomanos todos las comunidades ortodoxas de Cilicia se unieron bajo una diócesis: la arquidiócesis de Tarso y Adana.
En 1700 el patriarca de Alejandría Gerásimo Pallade menciona la existencia de la diócesis de Adana.
En 1715 el patriarca de Jerusalén Crisanto mencionó en un Syntagmation la jerarquía melquita dependiente del patriarca de Antioquía y metropolitano de Damasco pocos años antes de la división del patriarcado. Hizo mención de la metrópolis de Adana, cuyo titualr era exarca de Cilicia I y de Cilicia II y locum tenens de Seleucia de Isauria.
Cuando el 15 de abril de 1899 el Sínodo de la Iglesia ortodoxa de Antioquía eligió al patriarca árabe Melecio II rompiendo la sucesión griega, este fue desconocido por los otros tres antiguos patriarcados y por el arzobispo de Tarso y Adana Germán Chourmouzos. Melecio II designó a Alejandro Tahan como arzobispo de Tarso y Adana, quien fue consagrado obispo el 30 de noviembre de 1903, pero la comunidad local de mayoría griega desconoció a los dos y desde el 31 de enero de 1908 la sede permaneció vacante hasta la actualidad.
En 1900 Tarso y Adana (con sede en Mersin) era una de las 13 arquidiócesis en que se dividía el patriarcado de Antioquía, y lo seguía siendo en 1907. La población ortodoxa se concentraba en Adana, Tarso y Mersin.
Durante la Primera Guerra Mundial la ciudad de Adana fue ocupada por tropas francesas y armenias luego del Tratado de Sevres en noviembre de 1919, que se retiraron el 5 de enero de 1922 después del Tratado de Ankara. La población ortodoxa huyó de Tarso y de Adana o fue masacrada por las fuerzas turcas. Tras el Tratado de Lausana, para poner fin a la guerra greco-turca, en 1923 se implementó un intercambio de poblaciones entre Grecia y Turquía que condujo a la extinción total de la presencia cristiana ortodoxa en el territorio de la arquidiócesis de Tarso y Adana, tras la salida de 10 000 fieles.

## Cronología de los obispos

### Obispos de Adana
- Paulino † (mencionado en 325)
- Pisón † (antes de 344-después de 363)
- Ciriaco † (mencionado en 381)
- Anatolio † (mencionado circa 400)
- Cirilo † (antes de 431-después de 434)
- Felipe † (antes de 451-después de 458)
- Anónimo † (mencionado en 538)
- Juan † (mencionado en 680)

### Obispos de Tarso
- San Jasón †
- San Urbano †
- San Atanasio †
- Eleno † (antes de 252-después de 269)
- Clino †
- Lupo † (circa 314-325)
- Teodoro I † (mencionado en 325)
  - Antonio † (obispo arriano)
- Silvano † (351-después de 373)
- Acacio † (mencionado circa 360)
- Diodoro † (379-después de 381)
- Falerio † (mencionado en 394)
- Dositeo † (mencionado circa 415)
- Mariano †
- Eladio † (antes de 431-después de 431)
- Teodoro II † (antes de 449-después de 451)
- Pelagio † (mencionado en 458)
- Néstor † (?-489 exiliado)
- Sinclecio † (mencionado circa 530)
- Pedro † (mencionado en 553)
- Teodoro III † (mencionado en 680)
- Anónimo † (mencionado en 955)

### Arzobispos de Tarso y Adana
(...)
- Germán Chourmouzos (antes de 1892-30 de noviembre de 1903 depuesto)
- Alejandro Tahan (30 de noviembre de 1903-31 de enero de 1908 trasladado a Líbano)
  - Sede vacante (desde 1908)